# Ádám Anna
Ádám Anna (Budapest, 1983. –) performanszművész, képzőművész, a Gray Box társulat egyik alapítója, jelenleg koreográfusa. Ádám Péter és Drechsler Ágnes lánya.
Alkotóként olyan interdiszciplináris művészeti projekteket és előadásokat készít, melyek a legkülönfélébb technikákkal és médiumokkal operálva beemelik a vizuális művészetek eszköztárát és formanyelvét a színházi térbe, illetve a színházat a kiállítótérbe. Performanszot, koreográfiát, fotót, rajzot, installációt és ruhát ötvöző gyakran helyspecifikus munkái feminista és queer perspektívából kortárs társadalmi jelenségekre reflektálnak. Fotósként a fénykép performatív, koreográfiai és installatív lehetőségeit kutatja fotó-objekteken, fotó-show-kon, hímzett és varrt fotók animálásán keresztül.
2013. és 2015. között a párizsi Palais de Tokyo-ban és Musée Georges Pompidou-ban vett részt képzőművészek és performanszművészek munkáinak kivitelezésében elsősorban performerként. Kiállításaival, előadásaival, workshopjaival és rendhagyó művészettörténeti fitneszkurzusaival 2014. óta rendszeresen talalkozhatunk képzőművészeti (Ludwig Múzeum – Kortárs Művészeti Múzeum, Museum of Modern Art Yerevan (AM), National Museum of History Paris (FR)) és előadóművészeti (E-Werk Kulturzentrum (DE), MU Színház, Nemzeti Színház, Piccolo Teatro (DE)) intézményekben egyaránt. Rendszeresen tart workshopokat és szemináriumokat egyetemeken Európa szerte (University of Artois (FR), Academy of Fine Arts Vienna (AT), University of Novi Sad (SRB), Pázmány Péter Katolikus Egyetem, Yerevan State Conservatory (AM)).